# Simulium nemorale
Simulium nemorale är en tvåvingeart som beskrevs av Edwards 1931. Simulium nemorale ingår i släktet Simulium och familjen knott. Inga underarter finns listade i Catalogue of Life.